# Kassa Overall

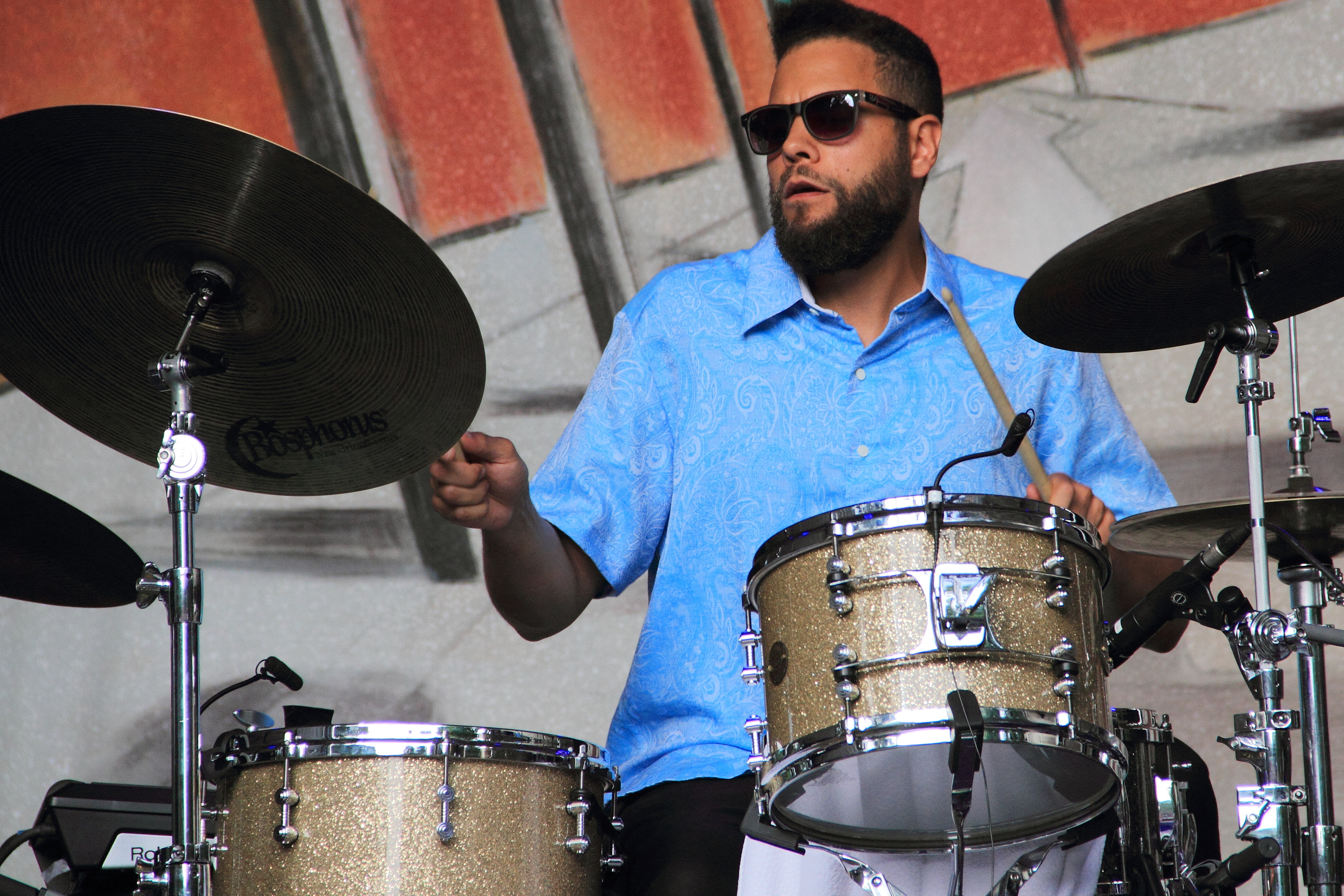
Kassa Overall mit Arto Lindsays Band auf dem TFF Rudolstadt 2014

Kassa Overall (* um 1980 in Seattle) ist ein US-amerikanischer Jazzmusiker (Schlagzeug, Gesang, Komposition).

## Leben und Wirken
Kassa Overall studierte Musik am Oberlin College; seine Mentoren waren Billy Hart, Michael Rosen, Elvin Jones und Billy Higgins. Nach seinem Abschluss zog er nach New York City und spielte dort mit Musikern wie Christian McBride, Donald Byrd, Vijay Iyer, Francis & the Lights, Mayer Hawthorne, Wallace Roney, Ravi Coltrane, Gary Bartz, Iron Solomon und Gordon Voidwell; außerdem gehörte er mehrere Jahre der Timelife Band von Geri Allen an (mit der 2009 erste Aufnahmen  entstanden) und arbeitete regelmäßig mit Theo Crokers Ensemble. Aufnahmen entstanden ferner mit Anne Drummond (Revolving, 2012). Außerdem wirkte er in verschiedenen Hip-Hop- und Independent-Rock-Projekten mit. Als Rapper und Produzent kooperierte er mit Brooklyner Hiphop-Projekt Das Racist, im Duo Kool & Kass (mit Kool A.D.) und spielte in The Late Show mit Stephen Colberts Hausband. Als Solist legte Overall die Singles Cauliflower (2014), Naked Light (2016) und Cussing at the Strip (2017) vor; mit Peter Evans und John Hébert das Trioalbum Zebulon (More Is More Records, 2013). 2019 spielte er in Stephan Crumps Band Rhombal (mit Ellery Eskelin und Adam O’Farrill); ferner wirkte er bei Theo Crokers Grammy-nominiertem Album Star People Nation mit. 2020 legte Overall das Album I Think I’m Good (Brownswood) vor, gefolgt von der Remix-Produktion Shades of Flu und dem Studioalbum ANIMALS (2023).